# بوب إروين
بوب إروين (بالإنجليزية: Bob Irwin)‏ هو عالم طبيعي وداعية بيئي وعالم زواحف وبرمائيات ومشرف حدائق حيوان أسترالي، ولد في 8 يونيو 1939 في ملبورن في أستراليا. اُشتهر كذلك بعمله وجهوده في تربية والمحفاظة على المفترسات العليا والزواحف. وهو مؤسس حديقة ولاية كوينزلاند للزواحف والحيوانات (المعروفة الآن باسم حديقة حيوان أستراليا). وهو والد مقدم البرامج الوثائقية والداعي للحفاظ على البيئة الشهير ستيف إروين. لدى بوب مؤسسة بيئية خيرية تدعى «مؤسسة بوب إروين للحياة البرية والمحافظة» ويرمي بوب منها إلى الدعوة المتواصلة للحفاظ على الحياة البرية ومواطنها.

## حياته الشخصية
بوب من مواليد مدينة ملبورن بولاية فيكتوريا الأسترالية. تزوج من قابلة تدعى لين كانت قد قتلت عام 2000 جراء حادث سيارة. وأنجب الاثنان ثلاثة أطفال وهم ابنة تدعى جوي، وابن يدعى ستيفن (المشهور باسمه ستيف والذي توفي عام 2006 بحادث تعرض فيه للسعة صدرية من سمكة رقيطة قصيرة الذيل)، وابنة ثانية تدعى ماندي. وبينما كان بوب يكسب قوط عيشه من خلال عمله سمكرياً وعمل زوجته لين كقابلة، فقد كان شغف العائلة الحقيقي يقبع في إنقاذهم وإعادة توطينهم للحيوانات البرية. واستطاع ابنهما الوحيد ستيف إروين فيما بعد أن يدير حديقة الحيوان التي أسسها والده، وأشتهر بتقدميه للسلسة الوثائقية الشهيرة «صائد التمساح». وكان لابنهما الفصل في توسيع الحديقة حتى بلغت 29 هكتاراً وغير اسم الحديقة لاسم «حديقة حيوان أستراليا» بعدما كانت تدعى سابقاً «حديقة بيرواه للزواحف.»
توفي ابنه ستيف عام 2006 خلال تصويره لوثائقي حيث سبح على مقربة من سمكة رقيطة قامت بإصابة قلبه بشوكتها اللاذعة ليفارق الحياة جراء إصاباته وفقدان الدم.

## وصلات خارجية
- مؤسسة بوب إروين للحياة البرية والمحفاظة (بالإنجليزية)